# تاردية
تاردية هي بلدة في مدينة (الرجبان) كان فيها بيت عمر عراب الذي كان قائم مقام فساطو موجود هناك في عهد الأتراك والذي كان شيخ الرجبان أيضاً وبيت الحاج المجاهد محمد فكيني أيضاً موجود في تارديه وكانت الامور الإداريه تسير من تارديه. كل هذا أكسب تارديه مكانة مهمة بين قبائل الرجبان. وأهل تارديه هم من العرب الفاتحين الذين سكنوا الرجبان قبل قبائل الرجبان الحالية وتعايشوا مع الوافدين الجدد الذين أتوا من المنطقة الواقعة ما بين ساحل الحامد والخمس في لبدة وهم من أصل عربي أيضا أتوا في الهجرة الثانية من قبائل بني هلال وبني سليم. ومن المعروف بأن اقدم العائلات في تاردية هم آل فريوان وآل العايب والملالسه.

## تاريخ
يوجد في قرية تاردية مسجد أبو يحيى الذي كان بمثابة مقر الإدارة والمكان الذي يتخد فيه القرارات السياسية وأمور الحرب أثناء الجهاد. أيضاً كان مدرسة لتعليم القرآن والشريعة ومن أشهر المعلمين فيها الحاج سعد عراب والفقيه عمر المختار والشيخ على الفقيه.
تعرض أهلها لكثير من الصعوبات أيام الاحتلال الإيطالي للجبل الغربي حيث وضعوا في معتقل (معتقل تاردية) شارك أهلها في القتال ضد الغزاة الطليان تحت قيادة ابن القرية الحاج محمد فكيني وأبلوا فيها بلاء حسنا وحسب إحصاءات [دار المجاهد] بالرجبان بلغ عدد الشهداء من هذه القرية وحدها أكثر من 44 شهيد.
تتكون القرية من 4 لحمات هم القلالة، أولاد حمد، التاغرمين والخرش:
- القلالة تعني الفخار وهم عرب أوائل مالكيون.
- أولاد حمد يعودون إلى قبيلة الفواخر في شرق ليبيا.
- التغرمين يعودون إلى تغرمين الزنتان قديما ولهم صلة قرابة مع تغرمين الزنتان (اولاد خليفة).
- الخرش هم عرب عائدون من الأندلس.